# Lavvu

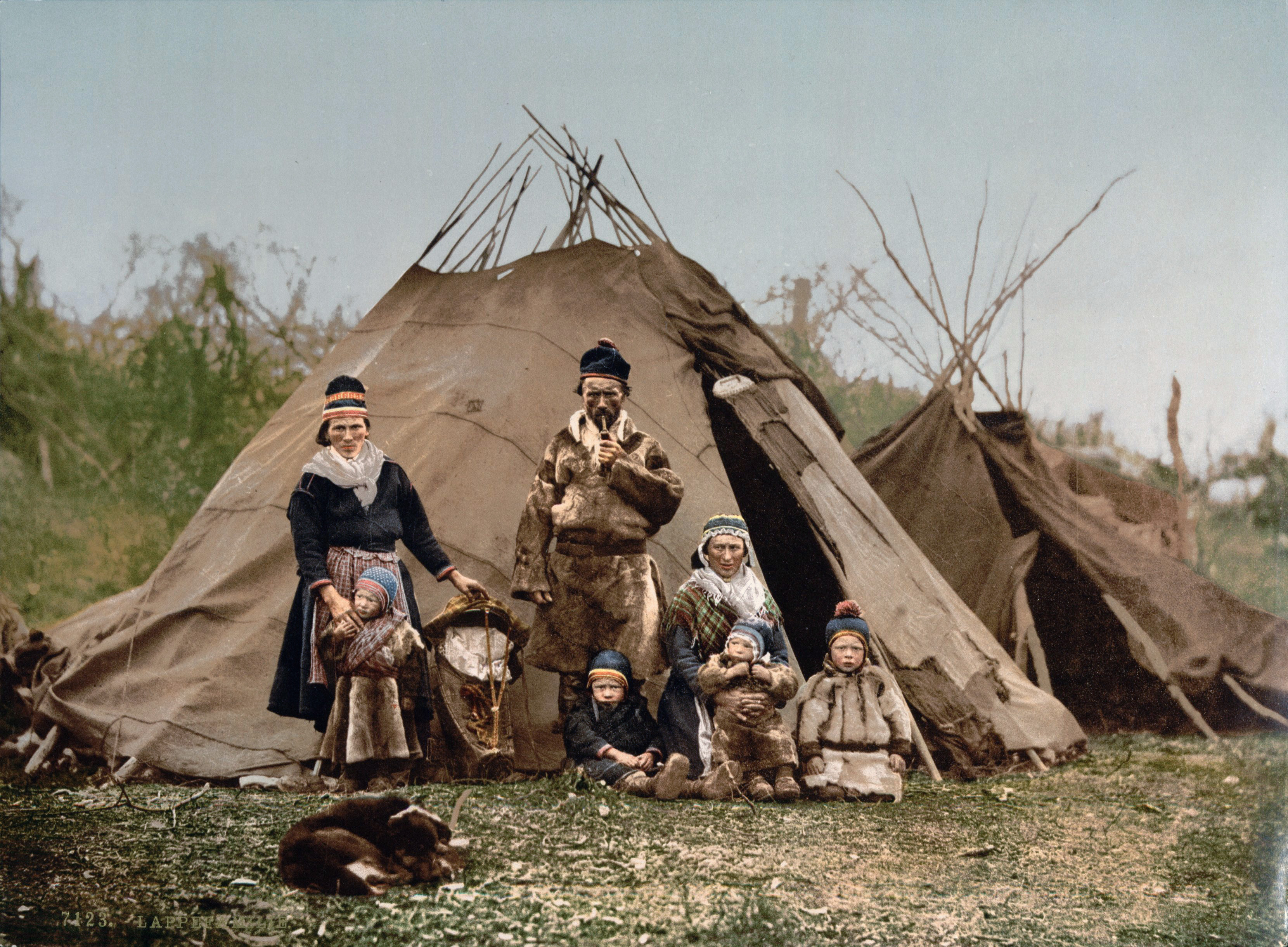
Una famiglia sami fotografata a cavallo tra il XIX ed il XX secolo. Sullo sfondo si possono notare due lavvu; il primo prende il nome di goahti, mentre il secondo più dietro è un lavvu propriamente detto.

Il lavvu è un accampamento temporaneo tradizionalmente utilizzato dai Sami nelle regioni settentrionali della Fennoscandia. Nel passato costituiva l'abitazione dei pastori nomadi per seguire le migrazioni delle loro mandrie di renne.
Di forma simile al tipi utilizzato dai Pellerossa, è meno verticale e pertanto più stabile con il vento.

## Definizione storica
Esistono diversi riferimenti storici che descrivono la struttura lavvu utilizzata dai Sami. Queste strutture hanno in comune quanto segue:
1. Il lavvu è sostenuto da tre o più pali biforcuti o dentellati, distanziati in modo uniforme, che formano un treppiede.
2. Ci sono più di dieci o più pali dritti non fissati che sono appoggiati al treppiede e che danno forma alla struttura.
3. Il lavvu non ha bisogno di picchetti, tiranti o corde per dare forma o stabilità alla struttura.
4. La forma e il volume del lavvu sono determinati dalla dimensione e dalla quantità dei pali utilizzati per la struttura.
5. Non è necessario alcun palo centrale per sostenere questa struttura.

Non è emersa alcuna testimonianza storica che descriva l'uso da parte dei Sami di una struttura a palo singolo, definita lavvu, o di qualsiasi altra variante scandinava del nome. La definizione e la descrizione di questa struttura sono rimaste piuttosto coerenti fin dal XVII secolo e forse anche molti secoli prima.
Il goahti, utilizzato anche dai Sami, ha una diversa configurazione dei pali. Mentre gli alberi adatti a costruire pali per lavvu sono piuttosto facili da trovare e spesso vengono lasciati sul posto per un uso successivo, i quattro pali curvi del goahti devono essere trasportati.

## Lavvu tradizionale e moderno
Il lavvu tradizionale è costituito da due tipi di pali di legno: 1) tre o più pali biforcuti e 2) diversi pali dritti. I pali biforcuti presentano una forcella a due steli all'estremità superiore. Questi tre pali sono intrecciati in modo da formare un treppiede. Su questo assemblaggio dei pali biforcuti, i pali dritti vengono disposti in modo circolare. Le pelli di renna furono utilizzate come copertura fino alla metà del XIX secolo, quando grandi quantità di tessuti britannici a basso costo furono resi disponibili ai Sami.
I lavvu tradizionali sono ancora in uso, ma per facilitarne il trasporto, i modelli moderni hanno sostituito i pali di legno con quelli di alluminio e i tessuti più pesanti con tessuti più leggeri. Inoltre, al posto del fuoco aperto si può usare un forno. Questo riduce il fumo ma produce meno luce, rendendo l'interno piuttosto buio. Un lavvu di questo tipo è più facile da trasportare e rappresenta un'alternativa comune alle tende spesso utilizzate per il campeggio.
Esistono anche lavvu molto grandi, con spazio sufficiente per decine di persone. Sono solitamente utilizzati per le famiglie numerose.

## Simbolismo
Il lavvu è stato, ed è tuttora, un forte simbolo per i Sami come rifugio culturale. Il lavvu ha svolto un ruolo di primo piano in due eventi durante il XX secolo, essendo più di un semplice rifugio. Il primo avvenne alla fine della seconda guerra mondiale, durante l'inverno del 1944/45, quando le truppe tedesche si ritirarono verso ovest attraverso la Norvegia settentrionale, bruciando la maggior parte delle abitazioni nelle contee del Finnmark e del Troms orientale davanti all'Armata Rossa. A causa di questa distruzione, molti Sami vissero nei lavvu per molti anni a causa della mancanza di alloggi e della disoccupazione di quel periodo.
Il secondo evento si verificò quando il lavvu fu utilizzato durante la "controversia di Alta" in Norvegia dal 1979 al 1981. Un lavvu fu installato di fronte allo Storting che divenne un punto focale internazionale poiché diversi Sami intrapresero uno sciopero della fame per protestare contro il progetto di diga proposto che avrebbe distrutto i pascoli di renne dei pastori Sami della zona e inondato il villaggio Sami di Máze. Questo lavvu divenne il centro della lotta politica per i diritti degli indigeni Sami. La polizia di Oslo distrusse il lavvu con un bulldozer durante la protesta. Questo conflitto diede vita al Comitato per i diritti dei Sami che si occupò dei diritti legali dei Sami in Norvegia, dando vita al Sami Act del 1987. Ciò a sua volta divenne il fondamento del Sámediggi (Parlamento Sami della Norvegia), un organo eletto democraticamente per i Sami in Norvegia nel 1989, e del Finnmark Act del 2005.
Il forte simbolismo del lavvu è stato evidenziato anche nella sua forma pittorica, ovvero nello stemma del comune di Guovdageainnu (Kautokeino), e nella forma fisica dell'edificio Sámediggi, la cui forma è stata ispirata dal lavvu.

## Utilizzo del lavvu
All'interno dell'area abitativa del lavvu, c'è un camino al centro, utilizzato per riscaldarsi e tenere lontane le zanzare. Il fumo fuoriesce dal foro apposito nella parte superiore del lavvu, che di solito viene lasciato aperto. Occasionalmente, una coperta ruvida viene avvolta attorno al foro per ridurne la dimensione, ma non al punto da impedire al fumo di fuoriuscire. Per evitare che il fumo si accumuli all'interno, si mantiene una corretta circolazione dell'aria lasciando un'apertura tra il pavimento e il coperchio, oppure lasciando la porta leggermente aperta. È necessario mantenere il fuoco sufficientemente caldo da consentire al fumo caldo di salire attraverso il foro.
Tradizionalmente, c'era una porta più piccola sul retro del lavvu, di fronte alla porta d'ingresso, chiamata porta dell'orso. Questa veniva utilizzata per scopi cerimoniali, come la rimozione dei morti (che non avveniva dalla porta d'ingresso) e funzioni simili. Pochi lavvu oggi hanno questa porta per tali scopi.

## Altri modelli di tende simili al lavvu
| Nome | Immagine                                                           |
| --- | ------------------------------------------------------------------ |
| Tipi - Il tipi dei nativi americani è visivamente simile al lavvu, ma ha un taglio del tessuto diverso e una struttura e un posizionamento dei pali leggermente diversi. | Un tipi Oglala, 1891                                               |
| Chum (tenda) - Le popolazioni degli Urali settentrionali, della Siberia settentrionale e i Todzhans dei Tyvan della Siberia meridionale hanno una struttura a tenda simile nella forma e spesso molto più grande del lavvu. È ancora utilizzata da queste popolazioni come riparo durante tutto l'anno. | Un moderno chum ostiaco                                            |
| Goahti (norvegese: gamme, finlandese: kota, svedese: kåta) - Il goahti viene spesso confuso con un lavvu, sebbene abbia una struttura del palo diversa, sia più allungato e sia tipicamente più basso rispetto al terreno.                                                                              | Ricostruzione di un goahti di torba al museo all'aperto di Skansen |
| Kohte, tenda da scout tradizionale tedesca derivata dal lavvu, ma solitamente di colore nero. | Gruppo di Kohte in un campo                                        |

## Galleria d'immagini

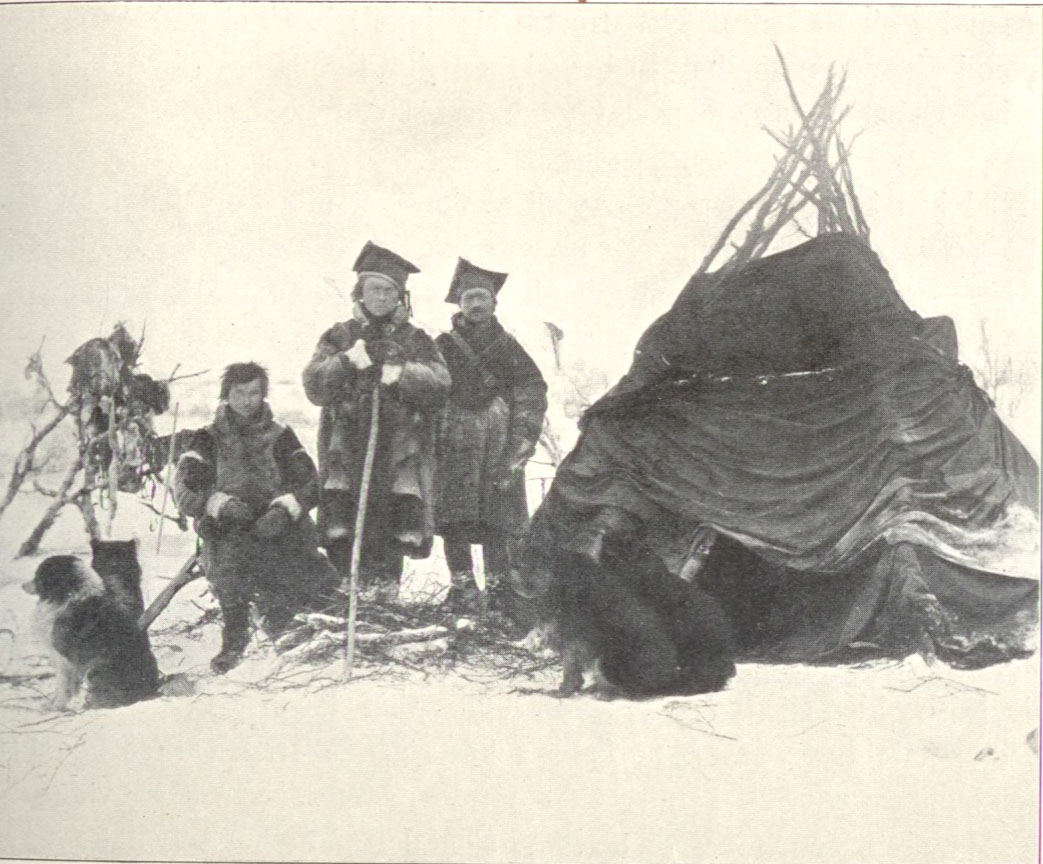
Un lavvu della fine del 1800
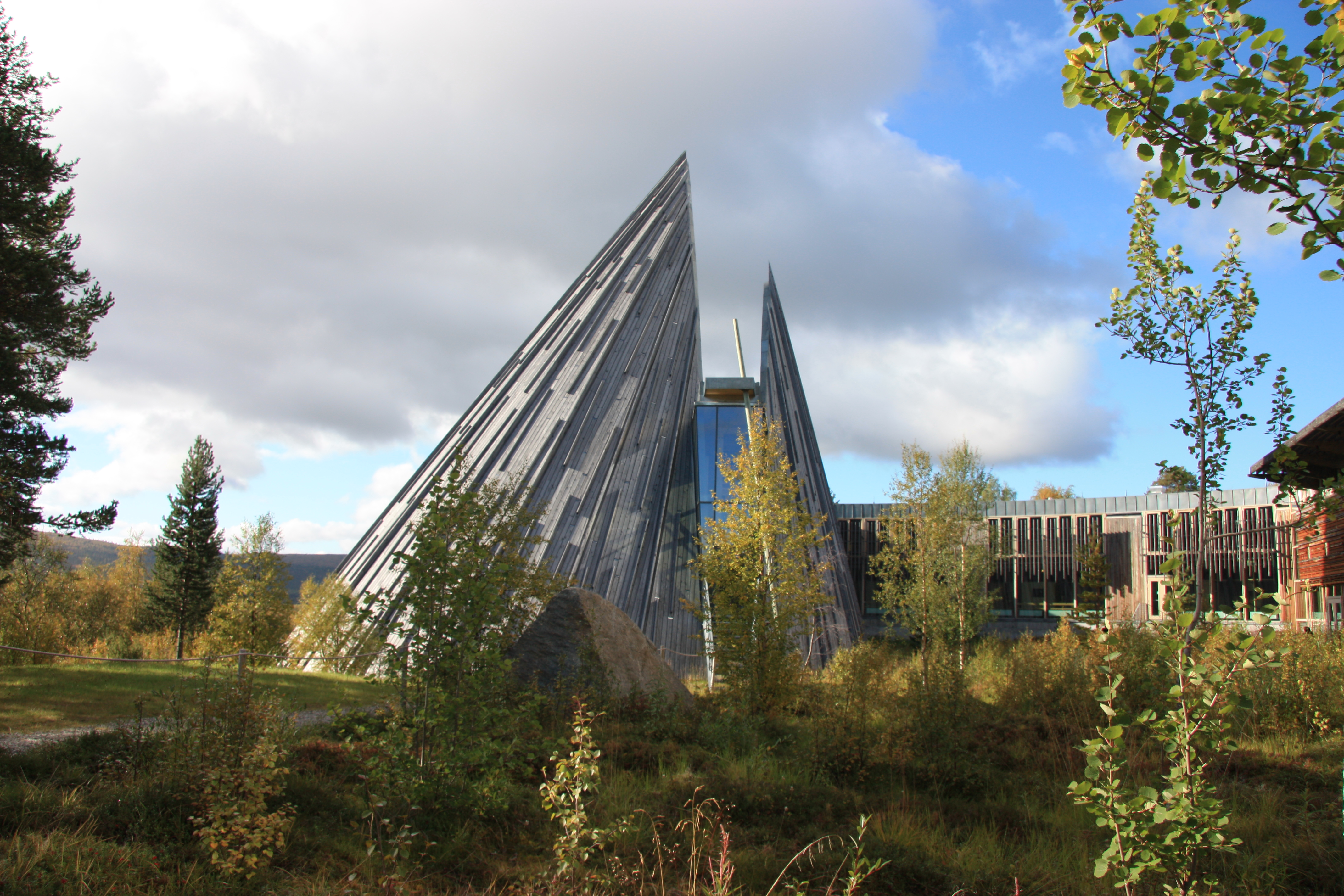
La forma ispirata al lavvu dell'edificio del Parlamento Sámi a Kárášjohka, Norvegia.
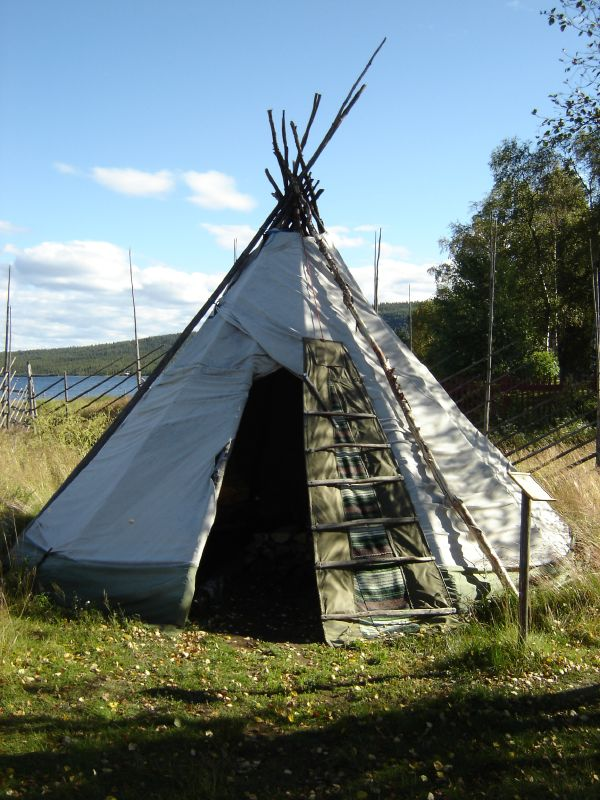
lavvu al museo all'aperto di Jukkasjärvi, Svezia.
Stemma del comune di Kautokeino, Norvegia.